# Јунион Спрингс (Алабама)
Јунион Спрингс (енгл. Union Springs) град је у америчкој савезној држави Алабама. По попису становништва из 2010. у њему је живело 3.980 становника.

## Демографија
Према попису становништва из 2010. у граду је живело 3.980 становника, што је 310 (8,4%) становника више него 2000. године.
| Група             | 2000.         | 2010.         |
| Белци             | 649 (17,7%)   | 420 (10,6%)   |
| Афроамериканци    | 2.731 (74,4%) | 2.859 (71,8%) |
| Азијати           | 18 (0,5%)     | 17 (0,4%)     |
| Хиспаноамериканци | 251 (6,8%)    | 676 (17,0%)   |
| Укупно            | 3.670         | 3.980         |